# Dendropemon barahonensis
Dendropemon barahonensis är en tvåhjärtbladig växtart som beskrevs av Ignatz Urban. Dendropemon barahonensis ingår i släktet Dendropemon och familjen Loranthaceae. Inga underarter finns listade i Catalogue of Life.